# Ion Buga
Ion Buga (n. 16 decembrie 1935, Hăsnășenii Mari) este un politician moldovean și profesor de istorie.
A fost membru al Parlamentului Republicii Moldova în anii 1990 și președinte al Partidului Național Român după 2000.
Este un conducător al Forumului Democrat al Românilor din Republica Moldova.
Ion Buga este unul din cei 278 de semnatari ai Declarației de Independență a Republicii Moldova.

## Distincții și decorații
- Ordinul Republicii (2012)[3]
- Medalia „Meritul Civic” (1996)[4]